# Catherine du Verdier de La Sorinière
Pour les articles homonymes, voir Mesdemoiselles de La Sorinière.
Catherine du Verdier de La Sorinière, née le 30 juillet 1758 au château de la Sorinière — alors en province d'Anjou — et morte le 10 février 1794, fusillée à Avrillé par les soldats des colonnes infernales du général Turreau, est proclamée bienheureuse, le 19 février 1984 par le pape Jean-Paul II, lors d'une célébration au Vatican.

## Contexte historique
Le 17 octobre 1793 l'armée vendéenne vaincue à la bataille de Cholet est acculée dans cette ville ; elle reflue vers la Loire et s'empresse de la traverser à Saint-Florent-le-Vieil pour rejoindre les autres troupes royalistes au nord du fleuve, entamant la Virée de Galerne. Le 3 décembre, l'armée catholique et royale se présente devant les murs d'Angers, elle se retire le 6 décembre. La République de l'An I continue son entreprise d'asservissement de la Vendée. Les colonnes infernales du général Turreau font des ravages, elles massacrent de janvier 1794 à mai 1794.
À Angers, dirigés par les représentants en mission Nicolas Hentz et Adrien Francastel, les prisonniers, hommes et femmes, passent en jugement sommaire devant les commissions militaires. Ils sont guillotinés sur la place du Ralliement (place Saint-Maurille avant le 23 avril 1793) ou fusillés dans un champ désert de la ferme Desvallois d'Avrillé (du nom du propriétaire « patriote » de la Société de l'Ouest).

## Biographie
Catherine Perrine Aimée du Verdier de La Sorinière est la fille d'Henri (François Esprit Sophie) du Verdier de la Sorinière marquis du Verdier, seigneur de Paligny et de La Sorinière (1725-1790) et de Marie de La Dive de la Davière (1723-1794) mariés le 1er mai 1753 au Longeron et qui ont dix enfants dont sept sont encore vivants en 1793 : Louis Pierre qui émigre pendant la Révolution, Marie-Louise qui épouse Gabriel Jouet, seigneur de Piedouault, Catherine Perrine Aimée baptisée en 1758, Aimée Rosalie Charlotte baptisée en 1762, Marie-Louise Cunégonde fusillé à Avrillé, Henri Charles Gaspard guillotiné à Saumur le 25 octobre 1793.
Catherine se réfugie avec sa mère, sa tante Rosalie-Céleste et sa sœur Marie-Louise Cunégonde dans leur propriété du Champ-Blanc au Longeron. Les dames de la Sorinière ne sont pas inquiétées, tant que l'armée vendéenne est dans la région (de mars à octobre 1793). Elles exercent la charité et l'hospitalité envers les insurgés ; M. Grolleau, curé du Longeron et son vicaire M. Leroy résident alors avec elles.
Tout change après l'échec des Vendéens à Cholet, le 17 octobre 1793, et le passage de la Loire. Désemparées, les dames de La Sorinière suivent l'armée vendéenne après son échec jusqu'à Saint-Florent-le-Vieil ; après cet épisode elles rentrent dans leur propriété du Champ-Blanc. Elles y sont encore quand le citoyen Lefort, membre du comité de surveillance révolutionnaire de Cholet décide de les arrêter sur dénonciation d'un traitre que les insurgés avaient nommé « Grand Loup » et que Marie de La Dive avait secouru. Le 8 et 12 janvier 1794 un mandat d'arrêt est lancé contre les Du Verdier de La Sorinière, mères et filles, au Longeron. Les quatre membres de la famille de La Sorinière sont arrêtés ainsi que Françoise Fonteneau, leur domestique ; onze autres habitants de la même paroisse sont arrêtés également. Elles comparaissent le 20 janvier à Cholet devant le Comité révolutionnaire.

Catherine du Verdier de La Sorinière est détenue dans un premier temps à la prison de Cholet puis elle est transférée à Angers le 23 janvier à la prison nationale, place des Halles. Elle en est extraite pour comparaître à l'ancien couvent des Jacobins, d'où il ressort ce compte-rendu d'interrogatoire du 6 février : 

« Mlle Catherine du Verdier de la Sorinière, 35 ans, née à Saint-Pierre de Chemillé, domiciliée au Longeron, fille, ci devant noble. Arrêtée chez sa mère par des citoyens depuis trois semaines. N'a dit pourquoi. A cependant avoué que Grolleau, non assermenté, ci-devant curé, avait constamment ses habitudes chez la mère de l'interrogée. Ajoute qu'elle avait un frère, âgé de 26 ans, absent du pays depuis longtemps et qu'on lui a dit être mort, ne sait ni le lieu ni l'époque, Interrogé devant le Comité révolutionnaire de Cholet, qui atteste qu'elle a eu des correspondances avec un frère émigré. »

En marge du rapport, le commissaire recenseur inscrit un F lettre redoutable pour Fusillée. Quatre jours plus tard, Catherine du Verdier de La Sorinière est fusillée à Angers le 10 février 1794. Il en est resté le témoignage suivant : « L'autre demoiselle de la Sorinière ne montra pas avant le supplice moins de courage que sa sœur. Sans la révolution elle serait entrée dans un couvent, et la mort fut une fête pour elle ».

## Mémoire et béatification
Après la Terreur robespierriste, des croyants — familles des défunts, habitants d'Angers ou d'Avrillé et au delà — viennent se recueillir dans ce champ d'Avrillé, des messes sont célébrées dans ce sanctuaire en pleine nature. C'est en 1852 qu'est édifié une chapelle expiatoire connue désormais désormais sous le nom de Chapelle du Champ des Martyrs sous la protection de Saint-Louis.
François Chamard écrit en 1863, qu'Angers a gardé le souvenir de Marie-Louise et Catherine du Verdier de la Sorinière : « Ces deux vénérables martyres, plus connues sous le nom de Mlles de La Sorinière sont restées entre toutes les autres dans le souvenir des habitants de la ville d'Angers »,.
L'église Saint-Pierre de Chemillé, dans la partie haute de sa nef à gauche, garde le souvenir des Dames de la Sorinière : un vitrail qui représente l'arrestation au Longeron, de Marie de La Dive avec ses deux filles et sa belle-sœur.
Le 24 février 1905, Joseph Rumeau, évêque d’Angers, introduit la cause d’un certain nombre de victimes mises à mort en haine de la foi et de l’Église catholique. Noël Pinot est alors béatifié. Plus de 40 ans après, en 1949, le journal La Croix publie les noms proposés pour la béatification. En 1951 le procès est ouvert et le chanoine Tricoire, archiviste diocésain est chargé du procès de béatification qui aboutit le 9 juin 1983 à un décret. La béatification est déclarée par le pape Jean-Paul II le 19 février 1984 au Vatican devant des milliers de fidèles venus de l'Ouest,.

## Fête et mémoire liturgique
- 30 juillet[11] et 1er février [12]

## Prénom
- Catherine